# Bleury
Bleury ist eine ehemalige französische Gemeinde mit 506 Einwohnern (Stand 1. Januar 2009) im Département Eure-et-Loir in der Region Centre-Val de Loire. Sie gehörte zum Arrondissement Chartres. Die Bewohner werden Bleurisiens und Bleurisiennes genannt.
Der Erlass des Präfekten vom 27. September 2011 legte mit Wirkung zum 1. Januar 2012 die Eingliederung von Bleury zusammen mit der früheren Gemeinde Saint-Symphorien-le-Château zur Commune nouvelle Bleury-Saint-Symphorien fest.
Der Erlass des Präfekten vom 20. September 2015 legte mit Wirkung zum 1. Januar 2016 die Eingliederung von Bleury-Saint-Symphorien als Commune déléguée zusammen mit der früheren Gemeinde Auneau zur Commune nouvelle Auneau-Bleury-Saint-Symphorien fest.

## Geografie
Bleury liegt etwa 21 Kilometer ostnordöstlich von Chartres, etwa 15 Kilometer südsüdwestlich von Rambouillet und etwa 32 Kilometer westnordwestlich von Étampes in der Région naturelle der Beauce. Das Ortsgebiet liegt im Einzugsgebiet der Seine und wird von der Rémarde und ihrem Seitenarm entwässert, die es in einem breiten Tal von Ost nach West durchströmt. Außerdem begrenzt die Voise das Ortsgebiet im Südwesten. Das Zentrum liegt auf einer Höhe von etwa 122 m. Das Bodenrelief zeigt stetige leichte Zunahmen der Erhebungen nördlich und südlich des Rémarde-Tals bis auf 155 m im Norden und 156 m im Süden. Die tiefste Stelle von Bleury wird mit 113 m beim Austritt der Rémarde aus dem Ortsgebiet im Südwesten gemessen.
Umgeben wird Bleury von den fünf Nachbargemeinden und dem Ortsteil von Auneau-Bleury-Saint-Symphorien:
| Gallardon         | Écrosnes                                    |                                        |
| Ymeray            | Kompassrose, die auf Nachbargemeinden zeigt | Saint-Symphorien-le-Château (Ortsteil) |
| Le Gué-de-Longroi | Levainville                                 |                                        |

## Geschichte
Bleury, früher Blureium, war ein Dorf mit Lehmhäusern und Strohdächern. Im Jahr 1240 erwarb der Kanoniker Pierre de Bordeaux alle Zehntherrschaften, die Guillaume de Sainville in Bleury besaß. Im 15. Jahrhundert baute der Herzog von Luynes ein Herrenhaus, das heute in einen Bauernhof umgewandelt wurde. Gleichzeitig wurde ein zweites Herrenhaus gebaut. Es beherbergt heute das Rathaus und die Schule, die seit 1969 geschlossen ist. Zu Beginn des 17. Jahrhunderts gehörte die Seigneurie Bleury den Sabrevois. Bis 1836 gehörte ein Teil von Le Gué-de-Longroi zu Bleury.

## Bevölkerungsentwicklung

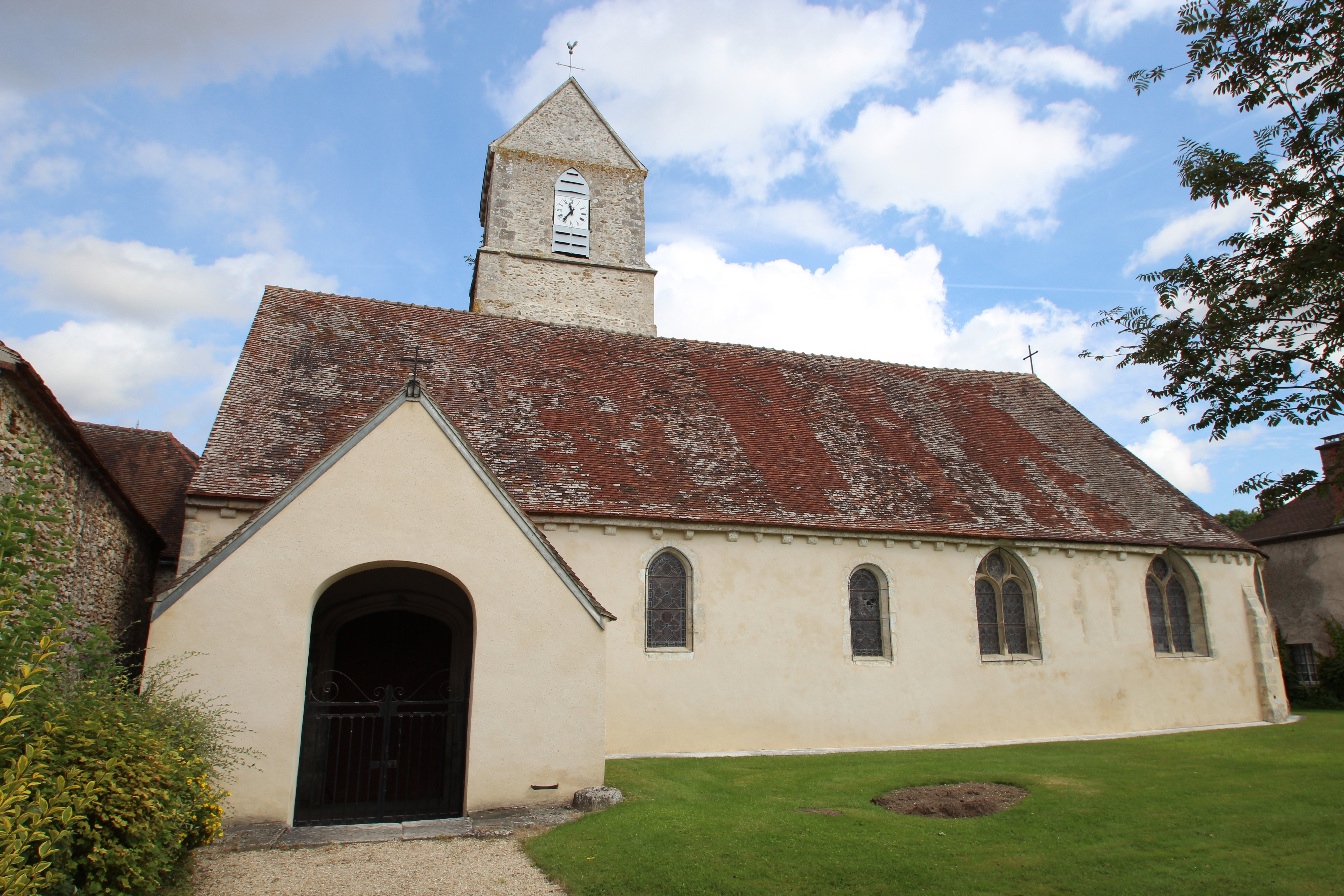
Kirche Saint-Martin

| Bleury: Einwohnerzahlen von 1793 bis 2006                                                                                  | Bleury: Einwohnerzahlen von 1793 bis 2006 | Bleury: Einwohnerzahlen von 1793 bis 2006 | Bleury: Einwohnerzahlen von 1793 bis 2006 | Bleury: Einwohnerzahlen von 1793 bis 2006 |
| --- | ----------------------------------------- | ----------------------------------------- | ----------------------------------------- | ----------------------------------------- |
| Jahr |                                           |                                           |                                           | Einwohner                                 |
| 1793 | 1793                                      |                                           | 504                                       | 504                                       |
| 1800 | 1800                                      |                                           | 532                                       | 532                                       |
| 1806 | 1806                                      |                                           | 539                                       | 539                                       |
| 1821 | 1821                                      |                                           | 452                                       | 452                                       |
| 1831 | 1831                                      |                                           | 433                                       | 433                                       |
| 1836 | 1836                                      |                                           | 431                                       | 431                                       |
| 1841 | 1841                                      |                                           | 460                                       | 460                                       |
| 1846 | 1846                                      |                                           | 440                                       | 440                                       |
| 1851 | 1851                                      |                                           | 436                                       | 436                                       |
| 1856 | 1856                                      |                                           | 425                                       | 425                                       |
| 1861 | 1861                                      |                                           | 408                                       | 408                                       |
| 1866 | 1866                                      |                                           | 410                                       | 410                                       |
| 1872 | 1872                                      |                                           | 429                                       | 429                                       |
| 1876 | 1876                                      |                                           | 434                                       | 434                                       |
| 1881 | 1881                                      |                                           | 412                                       | 412                                       |
| 1886 | 1886                                      |                                           | 413                                       | 413                                       |
| 1891 | 1891                                      |                                           | 440                                       | 440                                       |
| 1896 | 1896                                      |                                           | 439                                       | 439                                       |
| 1901 | 1901                                      |                                           | 403                                       | 403                                       |
| 1906 | 1906                                      |                                           | 379                                       | 379                                       |
| 1911 | 1911                                      |                                           | 394                                       | 394                                       |
| 1921 | 1921                                      |                                           | 306                                       | 306                                       |
| 1926 | 1926                                      |                                           | 324                                       | 324                                       |
| 1931 | 1931                                      |                                           | 302                                       | 302                                       |
| 1936 | 1936                                      |                                           | 276                                       | 276                                       |
| 1946 | 1946                                      |                                           | 266                                       | 266                                       |
| 1954 | 1954                                      |                                           | 211                                       | 211                                       |
| 1962 | 1962                                      |                                           | 162                                       | 162                                       |
| 1968 | 1968                                      |                                           | 164                                       | 164                                       |
| 1975 | 1975                                      |                                           | 176                                       | 176                                       |
| 1982 | 1982                                      |                                           | 270                                       | 270                                       |
| 1990 | 1990                                      |                                           | 395                                       | 395                                       |
| 1999 | 1999                                      |                                           | 422                                       | 422                                       |
| 2006 | 2006                                      |                                           | 452                                       | 452                                       |
| Quelle(n): EHESS/Cassini bis 1999, INSEE ab 2006 Anmerkung(en): Ab 1962 offizielle Zahlen ohne Einwohner mit Zweitwohnsitz |                                           |                                           |                                           |                                           |

## Sehenswürdigkeiten
- Die Kirche Saint-Martin wurde im 13. Jahrhundert gebaut und im 16. Jahrhundert erweitert. 1881 wurden Wandbemalungen aus dem 16. Jahrhundert entdeckt. Sie ist seit 2007 als Monument historique eingeschrieben und birgt zahlreiche Ausstattungsgegenstände, die in der Base Palissy gelistet sind, die als Monument historique der beweglichen Objekte klassifiziert sind.
- Der Grabstein der Léonor de Lars, dame de Saint-Sec, stammt aus dem frühen 16. Jahrhundert und befindet sich in der Kirche. Er ist seit 1904 als Monument historique klassifiziert.